# Варварівка (Драбинівська сільська громада)
Варва́рівка — село в Україні, у Драбинівській сільській громаді Полтавського району Полтавської області. Населення становить 249 осіб.

## Географія
Село Варварівка знаходиться на берегах річки Кустолове, вище за течією примикає село Богданівка, нижче за течією примикає село Кустолове.

## Історія
12 червня 2020 року, відповідно до розпорядження Кабінету Міністрів України № 721-р «Про визначення адміністративних центрів та затвердження територій територіальних громад Полтавської області», село увійшло до складу Драбинівської сільської громади[1].
19 липня 2020 року, в результаті адміністративно - територіальної реформи та ліквідації  Новосанжарського району, село увійшло до складу новоутвореного Полтавського району[2].

## Населення

### Мова
Розподіл населення за рідною мовою за даними перепису 2001 року:
| Мова            | Кількість | Відсоток |
| --------------- | --------- | -------- |
| українська      | 236       | 94.78%   |
| російська       | 8         | 3.22%    |
| угорська        | 3         | 1.20%    |
| інші/не вказали | 2         | 0.80%    |
| Усього          | 249       | 100%     |

## Економіка
- Молочно-товарна ферма.

## Об'єкти соціальної сфери
- Фельдшерсько-акушерський пункт.